# منتخب الهند الغربية لسباعيات الرغبي
منتخب الهند الغربية لسباعيات الرغبي  هو ممثل الهند الغربية الرسمي في المنافسات الدولية في سباعيات الرغبي  .